# Allan Kaprow

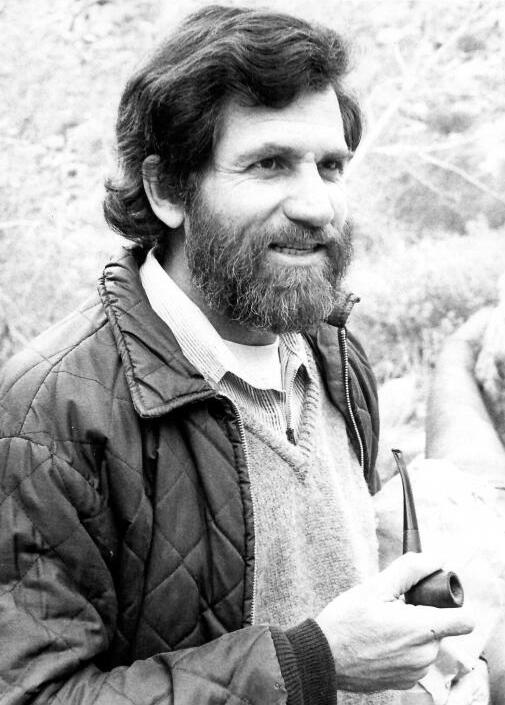
Allan Kaprow in 1973

Allan Kaprow (Atlantic City, 23 augustus 1927 - Encinitas, 5 april 2006) was een Amerikaans beeldend kunstenaar. 
Kaprow studeerde tussen 1957 en 1959 compositie bij John Cage en schreef elektronische muziek. Hij studeerde verder schilderkunst bij de abstract expressionistisch schilder Hans Hofmann en geschiedenis bij historicus Meyer Schapiro. Hij was een van de eerste kunstenaars die de kunstvorm installatie, een ruimtelijke opstelling van verschillende kunstwerken, duidelijk omschreef. 
Hij werd onder andere geïnspireerd door de werken van de Japanse Gutai-groep en geldt als de vader van de happening, een kunstvorm uit eind jaren 50 en jaren 60. De happening was een spectaculaire openbare, spontaan lijkende maar vooraf bedachte gebeurtenis, bedoeld om de openbare orde op een ludieke manier te verstoren, en daarmee als star en ouderwets ervaren denkbeelden belachelijk te maken. fluxus, performance en installatie werden beïnvloed door zijn werk.
Vanaf 1958 organiseerde hij zo'n 200 happenings over de hele wereld. Zijn kunstwerken maakte hij vaak van vergankelijke materialen als gras en papier, waarmee hij aan de toeschouwer liet weten dat zijn werk geen blijvende waarde zou hebben.